# کیلی فیلمر
کیلی فیلمر (انگلیسی: Caileigh Filmer؛ زادهٔ ۱۸ دسامبر ۱۹۹۶ در ویکتوریا) قایقران روئینگ اهل کانادا است.
وی در مسابقات کشوری و بین‌المللی در مجموع برندهٔ ۲ مدال طلا، ۲ مدال نقره، ۳ مدال برنز شده‌است.